# Petar Blagojević
Petar Blagojević, serb. Петар Благојевић, ang. Peter Plogojowitz, pol. Piotr Blagojewicz (zm. 1725) – serbski wieśniak, któremu przypisywano pośmiertne przeistoczenie się w wampira i zabójstwo dziewięciu osób z jego rodzimej wioski o nazwie Kisilova (współcz. prawdopodobnie: Kisiljewo) na terenie ówczesnych Dolnych Węgier (Nieder Ungarn) w obecnej Serbii. 
Po jego śmierci w 1725 nastąpiło kilka innych, nagłych zgonów poprzedzonych krótkimi chorobami, co dało podstawy do pogłosek o wampiryzmie Blagojevicia. Wedle podań zmarli ci przed śmiercią mieli być nawiedzani przez Blagojevicia w nocy i przez niego duszeni. Pod presją publiczną ciało Blagojevicia wykopano z grobu, a poddane oględzinom uznano za naznaczone "cechami wampiryzmu". Następnie ciało przebite zostało kołkiem w okolicach serca i spalone. Oficjalne organa imperium austriackiego niechętnie przyzwoliły na te działania w obliczu populacji wioski "zdjętej przemożnym strachem" i przekonanej, że historia z "czasów tureckich" (panowania na tych ziemiach imperium osmańskiego) ma się powtórzyć i ludność zostanie zdziesiątkowana przez wampira. 
Raport urzędników cesarskich na ten temat jest jednym z pierwszych udokumentowanych relacji na temat wierzeń w wampiry na terenie Europy Wschodniej. Dokument ten szeroko tłumaczono, co było wodą na młyn ówczesnych (nasilonych) przesądów dotyczących istnienia wampirów w Niemczech, Francji i Anglii.  
Analogicznym przypadkiem była późniejsza sprawa Arnolda Paole. Jego ciało zostało oficjalnie uznane za noszące "cechy wampiryczne" przez ówczesne europejskie naukowe eminencje. Cechy te, czyli niezaawansowany rozkład oraz "świeża skóra i paznokcie", krwawienie przy zadaniu rany oraz "reagowanie" na próby przebicia serca kołkiem zostały dopiero współcześnie ocenione jako możliwe objawy naturalnego rozkładu pośmiertnego zwłok. 